# Мальский, Маркиян Зиновьевич
Маркиян Зиновьевич Мальский (укр. Маркіян Зіновійович Мальський; род. 16 февраля 1954, Геленки, Тернопольская область) — украинский учёный и дипломат.

## Биография
В 1977 году окончил Львовский национальный университет им. И.Франко, географический факультет.
В 1983 году окончил аспирантуру по специальности экономическая и социальная география. Кандидат географических наук (1983), доцент (1987), доктор экономических наук (1995), профессор (1997). Владеет иностранными языками: английским, польским, украинским.
С 1983 по 1986 год — старший преподаватель истории и географии для иностранных студентов.
С 1986 года — доцент кафедры экономической и социальной географии.
С 1992 года — декан факультета международных отношений, заведующий кафедрой международных отношений и страноведения (с 2001 года — кафедра международных отношений и дипломатической службы).
С 1993 года — директор программы «Балтийский университет» (Львов — Уппсала, Швеция).
С 1998 по 2000 год — профессор-гость Женевского центра политики безопасности (Швейцария).
С 1992 по 2002 год — лектор, профессор-гость в университетах Великобритании, Канады, Германии, Польше, США, Швейцарии, Швеции, участник многих международных конференций, симпозиумов и совещаний.
С 1996 года — участник программы для дипломатов и учёных «Исследования мира и конфликтов» (МИД Швеции, Уппсала, Швеция). Председатель диссертационного совета по защите диссертаций на соискание учёной степени в Львовском национальном университете им. И.Франко (специальности: политические проблемы международных систем и глобального развития, етнополітологія и етнодержавство). Член специализированных учёных советов по защите диссертаций в области экономических, географических, политических наук.
С 1994 года — редактор Вестника Львовского национального университета им. И.Франка, серия Международные отношения.
С 26 июля 2010 по 19 марта 2014 года — Чрезвычайный и Полномочный Посол Украины в Республике Польша.

## Автор
- более 150 научных трудов.
- «Территориальные хозяйственные системы. Эколого-экономические аспекты развития» (Львов, 1994),
- «Региональная экономическая политика» (Львов, 2001),
- «Теория международных отношений» (Львов, 2002; Киев, 2003, 2006),
- «Основы глобальных экономических отношений» (Львов-Жешув, 2003),
- «Регион Балтийского моря» (Львов, 2004),
- «Коммерческая дипломатия» (Львов, 2006).

## Награды
- Почётное звание «Народный Посол Украины» (1998).
- Почётная грамота МИД Украины за значительный вклад в обучение и воспитание молодой украинской дипломатии (2002).
- Орден «За заслуги» III степени (2012)[3].
- Командор ордена Заслуг перед Республикой Польша (2014)[4].
- Орден «За заслуги» II степени (2019)[5].